# Уестсайд Кънекшън
„Уестсайд Кънекшън“ (на английски: Westside Connection) е американска рап група, в която членуват Айс Кюб, Mack 10 и WC

## История
През 1994 година, Cube сформира групата Westside Connection заедно с Mack 10 и WC, и заедно те издават албума Bow Down. По-голяма част от албума е използвана за да се намесят в словесната война между Източното и Западното Крайбрежие през 90-те. Едноименния сингъл от албума достига 21-ва позиция в класациите за сингли, а самия албум достига платинен статус на продажби до края на 1996 година.
С парчето Bow Down, Westside Connection излизат на дневен ред на хип-хоп сцената. На Ice Cube, Mack 10, и WC им е писнало да са пренебрегвани от по-голямата част от медията на Източното Крайбрежие; албума е създаден с идеята да насади малко гордост на феновете от Западното Крайбрежие и да започне по-голямо движение с което всеки който се чувства недооценен да се отъждестви. Парчета като „Bow Down“ и „Gangstas Make the World Go 'Round“ имат именно това за цел.
След седем годишна празнина, Westside Connection се завръщат на сцената със своя втори албум озаглавен Terrorist Threats през 2003 година. Албума е приет добре от критиката, но комерсиалното посрещане е по-малко отколкото това на Bow Down. Парчето „Gangsta Nation“ е единствения сингъл издаден от албума. В него взима участие и Nate Dogg и става радио хит. След като възниква спор между Cube и Mack 10, относно прекалената ангажираност на Cube към филмовата му работа, вместо да участва в турне с групата, Westside Connection се разпадат.

### Дискография
- Bow Down (1996)
- Terrorist Threats (2003)